# Kallistenes
Kallistenes z Olintu, gr. Καλλισθένης (ur. ok. 360 p.n.e., zm. 327 p.n.e.) – historyk grecki.
Siostrzeniec Arystotelesa, wychowywany przez niego razem z Aleksandrem Wielkim, któremu towarzyszył w azjatyckiej wyprawie wojennej. Mianowany nadwornym historykiem macedońskiego władcy (przypuszczalnie dzięki rekomendacji Arystotelesa), miał już reputację historiografa jako współautor (z Arystotelesem) listy zwycięzców panhelleńskich igrzysk pytyjskich zatytułowanej Olympionikai. Był też autorem złożonej z 10 ksiąg Historii greckiej (Ελληνικά), obejmującej wydarzenia od 386 p.n.e. do 357 p.n.e., oraz będącej jej kontynuacją Wojny świętej, zawierającej opis wydarzeń z lat 357-346 p.n.e. Pomimo cech dworskiego pochlebcy, ostatecznie ściągnął na siebie niełaskę króla jako jeden z surowych krytyków wprowadzanych przez Aleksandra perskich obyczajów (m.in. w kwestii wymagania orientalnej proskinezy). Wplątany przypadkowo w spisek na życie monarchy, został stracony jako oskarżony o rzekomą zdradę.
Za najważniejsze jego dzieło uchodzą Czyny Aleksandra (Αλεξάνδρου Πράξεις), opisujące pierwsze lata wyprawy macedońskiego króla na Persję. Mimo panegirycznej treści gloryfikującej władcę, uważano je za ważne źródło historyczne, na którym opierali się m.in. Plutarch i Flawiusz Arrian. Pisma Kallistenesa nie zachowały się (oprócz cytowanych fragmentów) do czasów współczesnych. 

## Pseudo-Kallistenes
Historyka należy odróżniać od autora antycznego, fabularyzowanego utworu z III wieku n.e., zatytułowanego Romans o Aleksandrze. W ogólnym zarysie ukazano tam dzieje panowania Aleksandra Wielkiego, w kolejności bardzo zbliżonej do historycznych przedstawiono też jego podboje, autor zawarł w nim jednak mieszaninę faktów historycznych z wiadomościami będącymi fikcją literacką.